# Partula salifana
Partula salifana foi uma espécie de gastrópodes da família Partulidae.
Foi endémica de Guam.